# Nicholas Chia
Nicholas Chia Yeck Joo (in cinese: 谢益裕; Singapore, 8 aprile 1938 – Singapore, 17 dicembre 2024) è stato un arcivescovo cattolico singaporiano, il terzo a ricoprire questo incarico, ed il primo nativo di Singapore.

## Biografia
Nato a Singapore nel 1938, terzo di sei fratelli, studiò prima al Seminario Minore San Francesco Saverio e poi al Collegio Generale di Penang, Malaysia.
Ordinato sacerdote nel 1964, svolse vari incarichi di assistente e coadiutore nella sua diocesi e di Lecturer and Procurator al Collegio Generale di Penang.
Dal 1995 al 2001 fu cappellano universitario della National University of Singapore.
Il 15 maggio 2001 papa Giovanni Paolo II lo nominò arcivescovo di Singapore. Ricevette l'ordinazione episcopale il 7 ottobre successivo per imposizione delle mani dell'arcivescovo nunzio apostolico Adriano Bernardini.

## Genealogia episcopale
La genealogia episcopale è:
- Cardinale Scipione Rebiba
- Cardinale Giulio Antonio Santori
- Cardinale Girolamo Bernerio, O.P.
- Arcivescovo Galeazzo Sanvitale
- Cardinale Ludovico Ludovisi
- Cardinale Luigi Caetani
- Cardinale Ulderico Carpegna
- Cardinale Paluzzo Paluzzi Altieri degli Albertoni
- Papa Benedetto XIII
- Papa Benedetto XIV
- Papa Clemente XIII
- Cardinale Marcantonio Colonna
- Cardinale Giacinto Sigismondo Gerdil, B.
- Cardinale Giulio Maria della Somaglia
- Cardinale Carlo Odescalchi, S.I.
- Vescovo Eugène de Mazenod, O.M.I.
- Cardinale Joseph Hippolyte Guibert, O.M.I.
- Cardinale François-Marie-Benjamin Richard de la Vergne
- Cardinale Pietro Gasparri
- Cardinale Clemente Micara
- Cardinale Antonio Samorè
- Cardinale Angelo Sodano
- Arcivescovo Adriano Bernardini
- Arcivescovo Nicholas Gerald Chia Yeck Joo